# مانفرد کاستل
مانفرد کاستل (انگلیسی: Manfred Kastl؛ زادهٔ ۲۳ سپتامبر ۱۹۶۵) بازیکن فوتبال اهل آلمان است.
از باشگاه‌هایی که در آن بازی کرده‌است می‌توان به باشگاه فوتبال گروتر فورث، باشگاه فوتبال هامبورگ، باشگاه فوتبال بایر ۰۴ لورکوزن، و باشگاه فوتبال اشتوتگارت اشاره کرد.
وی همچنین در تیم ملی فوتبال زیر ۲۱ سال آلمان بازی کرده‌است.